# El vuelo de la paloma
El vuelo de la paloma es una película española de 1989 dirigida por José Luis García Sánchez y protagonizada por Ana Belén. La película se rodó entre 1987 y 1988 y se estrenó el 8 de febrero de 1989 en la sección Panorama del Festival Internacional de cine de Berlín. Se reestrenó el 27 de julio de 2018 en cines y con muy buenas críticas. 

## Argumento
Se rueda una película en Madrid sobre la guerra civil española.

## Palmarés cinematográfico
IV edición de los Premios Goya
| Categoría                 | Candidato                              | Resultado |
| ------------------------- | -------------------------------------- | --------- |
| Mejor actriz protagonista | Ana Belén                              | Nominada  |
| Mejor actor de reparto    | Juan Echanove                          | Nominado  |
| Mejor actor de reparto    | Juan Luis Galiardo                     | Nominado  |
| Mejor actor de reparto    | Manuel Huete                           | Nominado  |
| Mejor guion original      | Rafael Azcona José Luis García Sánchez | Nominados |

Fotogramas de Plata 1989
| Categoría           | Candidato     | Resultado |
| ------------------- | ------------- | --------- |
| Mejor actor de cine | Juan Echanove | Nominado  |

## Reparto
| Intérprete            | Personaje   |
| --------------------- | ----------- |
| Ana Belén             | Paloma      |
| José Sacristán        | Pepe        |
| Juan Luis Galiardo    | Luis Doncel |
| Juan Echanove         | Juancho     |
| Miguel Rellán         | Miguel      |
| Antonio Resines       | Toñito      |
| Luis Ciges            | Columela    |
| Manuel Huete          | Ciri        |
| José María Cañete     | Cañete      |
| Amparo Valle          | Paula       |
| Juan José Otegui      | Sr. Mella   |
| Vicente Díez          |             |
| Charly Hussey         |             |
| Tomás Sáez            |             |
| Juan de Pablos        |             |
| Manuel Santamaría     |             |
| Carmen Arévalo        |             |
| Luis Perezagua        | Huelguista  |
| María Adánez          | Palomita    |
| Katia Escribano       |             |
| Maitane Sebastian     |             |
| Esperanza Martín      |             |
| José Alberto Mukudi   |             |
| Gerald Manuel         |             |
| John Gómez            |             |
| Santiago Erimo Rocobo |             |
| José Nsue Luembe      |             |

- Datos: Q4983871